# Cane corso italiano

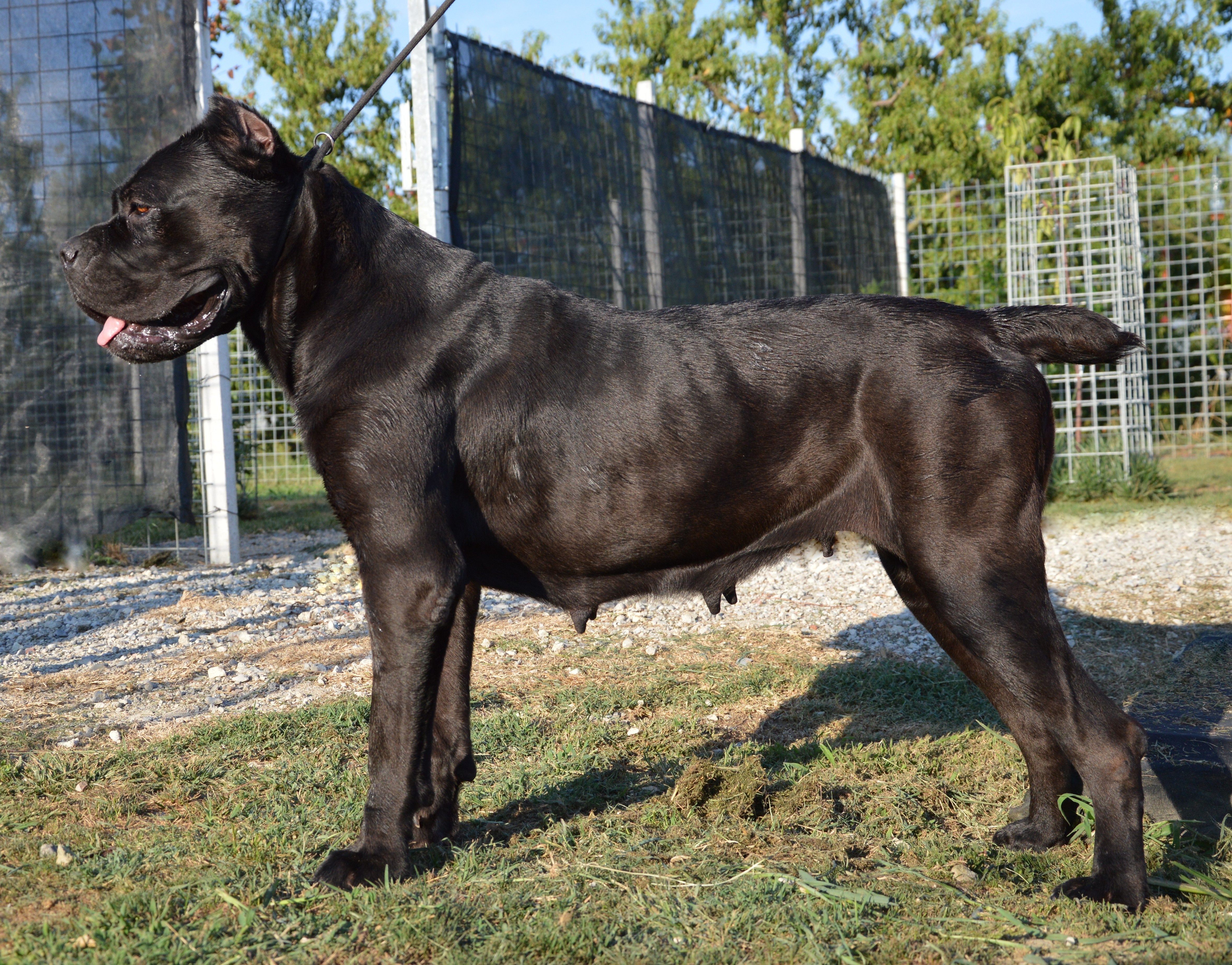

Il cane corso italiano è una razza canina di tipo molossoide di origine italiana riconosciuta dalla FCI (Standard N. 343, Gruppo 2, molossi e bovari Sezione 2.1).

## Etimologia
L'aggettivo corso deriva dal latino corsus.

## Storia

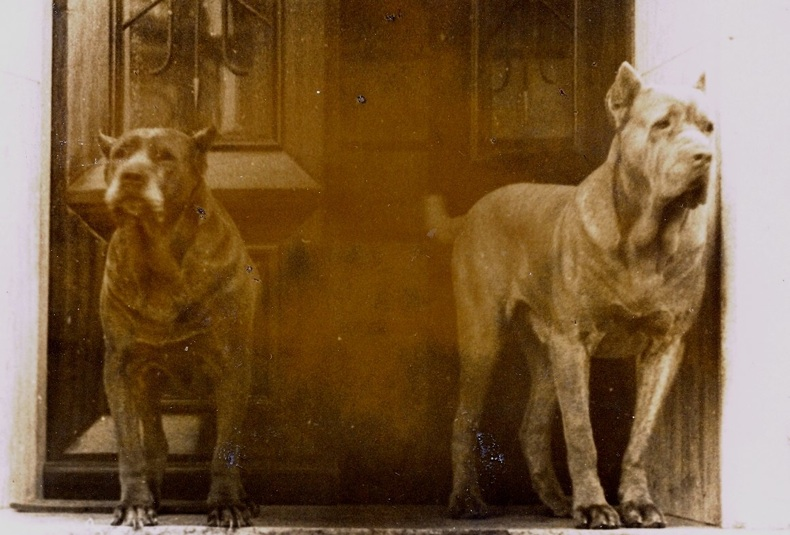
Vecchia foto che ritrae il "Cane Corz" (Cane Corso) a sinistra ed il "Cane e' presa" (Mastino napoletano) a destra

Si tratta di una razza molto diffusa, sino agli anni 1950 e in epoche più remote nel resto d'Italia. Morfologicamente appartiene al gruppo molossoide e dal punto di vista funzionale ai cani da presa; per tipologia è molto probabilmente collegato filogeneticamente a quei cani grandi e combattivi di cui vi è testimonianza sin dall'antichità (v. bassorilievi assiri 669-633 a.C.). Durante il dominio Romano i progenitori del Cane Corso, furono ampiamente usati in guerra durante quasi tutte le campagne. Erano conosciuti sotto il nome di "Canis Pugnax" e il loro utilizzo era estremamente efficace sia durante i combattimenti che nel difendere gli accampamenti. I legionari usavano i Canis Pugnax anche per cacciare grossa selvaggina.

I briganti dell'Italia del Sud spesso si avvalevano di cani corsi oltre che di mastini napoletani, i quali servivano per fare la guardia nei rifugi e percepire a distanza l'avvicinarsi del nemico. Famosi quelli del brigante Francesco Moscato, detto "Vizzarro". Costui dal 1802 fu a capo di una banda che compì una lunga serie di delitti in Calabria. Quando la compagna di Vizzarro decise di ucciderlo perché il brigante aveva ammazzato a sangue freddo il loro figlio neonato, la donna dovette chiedergli con una scusa di mettere alla catena il suo cane corso, affinché non proteggesse il padrone come faceva sempre. Vizzarro non fu il solo ad adoperare cani corsi per fini connessi al banditismo. Alcuni cani corsi erano attivamente ricercati dai soldati, come scrisse l'aiutante generale Giuseppe Iannelli: 
 E ancora Iannelli disse: 
L'utilizzo dei cani corsi da parte dei briganti continuò anche contro l'esercito sabaudo prima e italiano poi durante il periodo 1860-70 circa. Per questo motivo le autorità militari del Regno d'Italia (nel caso dell'Abruzzo dal maggiore generale Chiabrera, con ordinanza dall'Aquila del 25 ottobre 1862) emanarono il seguente ordine: "Dalle ore 24 italiane tutti i cani tanto dentro l'abitato, che in campagna dovranno essere rinchiusi, quelli che si troveranno fuori saranno immediatamente uccisi".

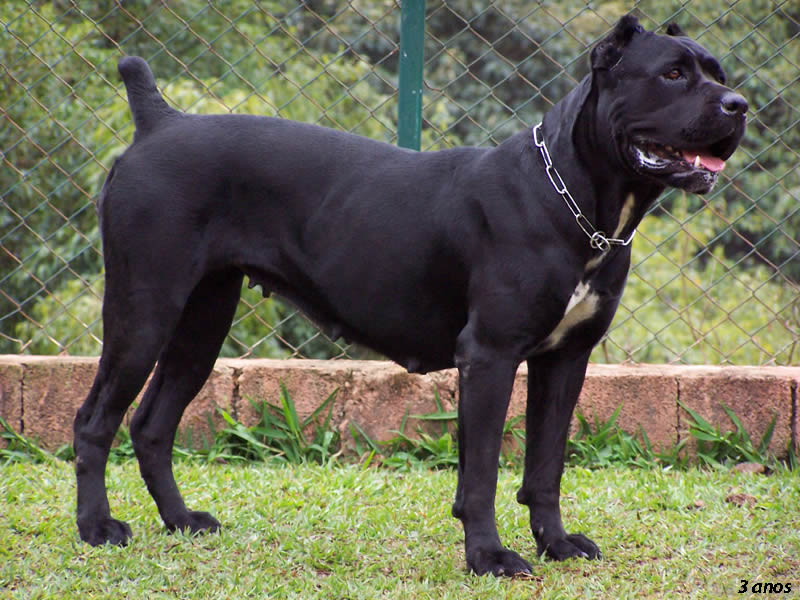
Cane corso

Nella storia recente, il cane è stato utilizzato per la difesa personale e per il controllo del bestiame grosso. Una mole forte, notevole coraggio ed agilità felina consentono al Cane Corso di ammansire bestiame bovino e suino in quelle particolari circostanze che l'uomo da solo non è in grado di affrontare, come nel caso di un animale imbizzarrito o una madre che difende la propria prole.
A partir degli anni 1960, con il progressivo abbandono delle campagne, la riforma agraria e il conseguente venir meno degli stili di vita tradizionali, anche l'allevamento di questi cani subì un forte declino. Negli anni '70 cominciò un'opera di recupero di questo cane e ben presto suscitò l'interesse di parecchi cinofili, attratti dal fascino della razza nel suo aspetto fisico e nella sua indole. Il suo nome “Corso” deriva dal latino “Cohors” che significa corte, milizia, nel senso di protettore. In passato questi cani venivano distinti in "da corpo" per la caccia al cinghiale, ovvero per l'uso in campagna, e "da camera" per la difesa personale, ovvero il cane che il padrone teneva sempre presso la sua persona, persino di notte ai piedi del letto.
Le regioni italiane nelle quali la razza è maggiormente diffusa e, come una vasta iconografia e storiografia testimoniano, nelle quali hanno trovato un'ottima isola di conservazione sono la Campania, la Puglia e la Basilicata.
Il Cane Corso nella sua storia ha sempre avuto frequenti scambi di sangue con altre razze canine italiane da utilità presenti nel suo ambiente lavorativo,quali il Cane Da Pecora Abruzzese detto anche Mastino Abruzzese o Cane Da Pastore Abruzzese, con cani da caccia di tipo levrieroide ma anche segugi e bracchi. Il Cane Corso infatti veniva utilizzato per "potenziare" queste razze e certamente le stesse hanno contribuito a loro volta ad apportare linfa vitale al Cane Corso stesso, rendendolo una razza unica nella sua multifunzionalità e capacità di adattamento ambientale. Il Cane Corso Italiano tradizionale da masseria era un cane estremamente "rustico" e frugale, di grande taglia ma non pesante, struttura solida, robusto, dotato di folto pelo che lo proteggeva dagli agenti atmosferici, canna nasale ben sviluppata per favorire una corretta respirazione nel torrido clima dell'Italia meridionale e un'agilità tale da consentirgli prestazioni da cane bovaro, cacciatore e custode tuttofare.
A partire dagli anni ottanta e novanta del '900 la razza ha subito dei meticciamenti con altre razze canine allo scopo di ottenere un cane più consono agli standard commerciali. Tra le razze maggiormente utilizzate per "ingentilire" e adeguare ai gusti del mercato il grezzo molosso da masseria italiano, certamente spiccano il Boxer, il mastino napoletano, il Dogue De Bordeaux, l'Alano e il Bull Mastiff (le cui influenze sono evidenti ancora oggi in molte correnti di sangue). A seguito di questi incroci alcuni esemplari di Cane Corso presentano testa globosa, eccessivo prognatismo, occhi rotondi e sporgenti, pelo raso e problemi di salute, oltre che di carattere.  Viceversa, chi utilizzava questo cane per i combattimenti clandestini tra cani, proprio a cavallo tra gli anni '80 fino ai primi del duemila ha operato incroci con razze estere di temperamento e predatorio alto. Proprio per esaltare le caratteristiche di aggressività sono avvenuti meticciamenti con dobermann, pitbull, rottweiler. Sovente ciò accadeva nelle regioni del sud Italia, dove la pratica dei combattimenti era più diffusa.

## Possibile parentela con il Mastino Napoletano
Alcuni studiosi e cinofili sostengono che Cane Corso e Mastino Napoletano un tempo siano state un'unica razza, alcune prove documentali supportano questa teoria, tra cui una bozza di standard del Mastino Napoletano da cui si evince che la razza era chiamata in alcune zone Corso. Queste testimonianze tuttavia non permettono certo di affermare che siano stati la stessa razza in quanto il mastino napoletano già agli albori del suo recupero aveva alcune caratteristiche distintive rispetto all'odierno cane corso, oltre al fatto che le due razze provengono da due areali differenti e sono state selezionate in purezza in decenni diversi. 
Non si sa molto del Mastino napoletano antecedente alla sua presentazione al mondo cinofilo da parte di Piero Scanziani nel 1946 forse perché era noto con altri appellativi come Cane Corso, cane da presa o mastino.
L'unica cosa che comunque mette d'accordo gran parte dei cinofili è che il ceppo originario delle due razze resta comunque il medesimo. Il mitico molosso "Canis Pugnax" risulta essere il più probabile antenato di entrambe le razze.

## Aspetto

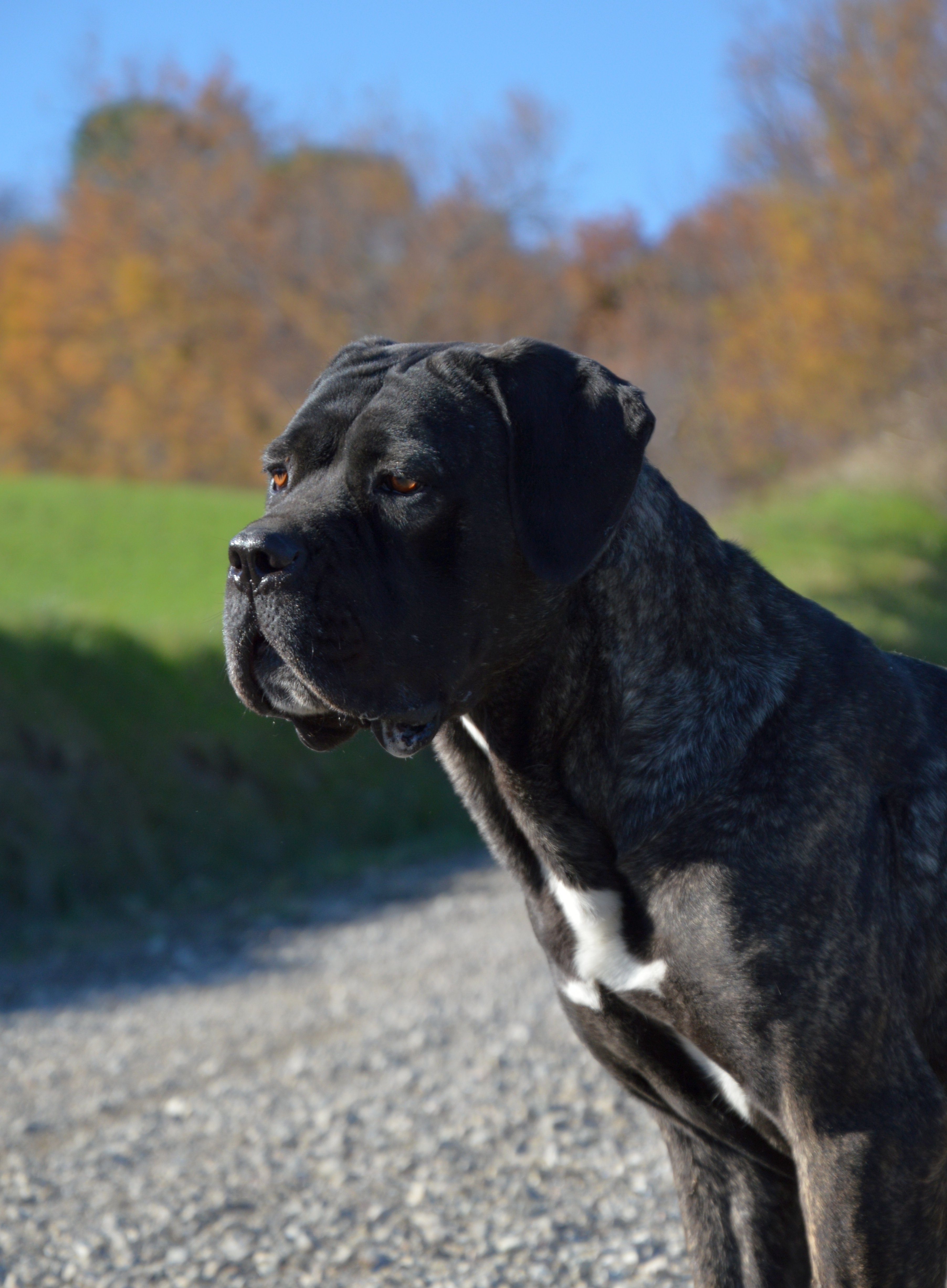
Cane corso femmina allevata in Italia

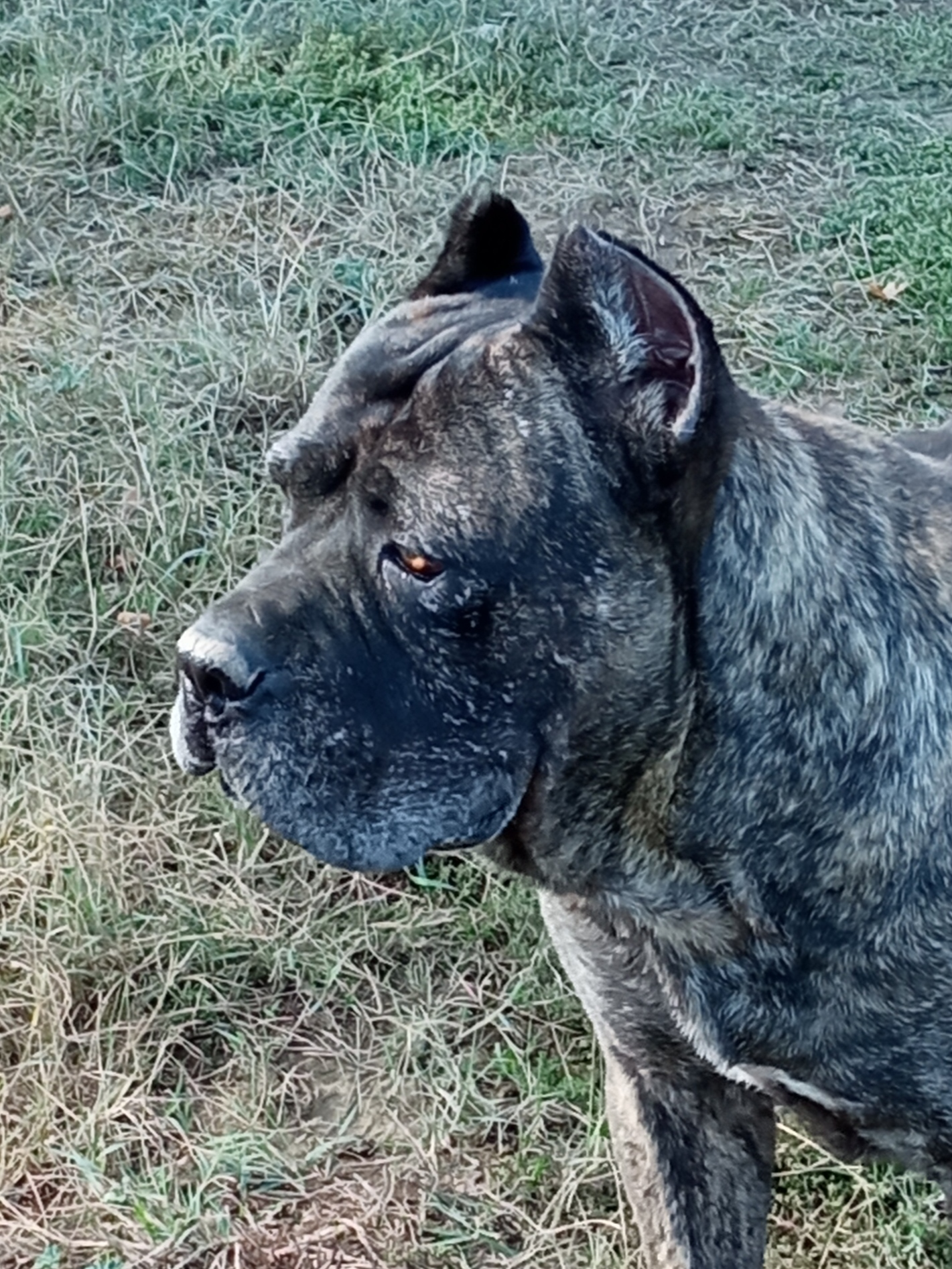
Testa di Cane Corso allevato in Italia

- Testa brachicefala: la sua lunghezza totale raggiunge i 3,6/10 dell'altezza al garrese. La larghezza bizigomatica, pari alla lunghezza del cranio, è superiore alla metà della lunghezza totale della testa, raggiungendo i 6,6/10 di tale lunghezza. Gli assi longitudinali del cranio e del muso sono tra loro leggermente convergenti. Il perimetro della testa, misurato agli zigomi, è anche nelle femmine più del doppio della lunghezza totale della testa. La testa è moderatamente scolpita con arcate zigomatiche protese all'esterno. Pelle consistente ma piuttosto aderente ai tessuti sottostanti, liscia ed abbastanza tesa.
- Denti: bianchi, grandi, completi per sviluppo e numero. La chiusura deve essere prognata o a tenaglia come da standard ufficiale dell'ENCI, riconosciuto a livello internazionale dalla FCI.[6]
- Colorazioni del manto: nero, nero tigrato, tigrato (in varie tonalità) grigio piombo, grigio tigrato, ardesia, fulvo con maschera nera che non deve mai superare la linea degli occhi, frumentino (o fromentino) con maschera grigia. Infine vi è anche il manto di colore fromentino chiaro  (grano chiaro) e il bianco avorio senza maschera (in realtà sono gradazioni differenti dello stesso colore). I soggetti di questo particolare manto non sono ammessi alla partecipazione in gare di bellezza E.N.C.I., pur essendo un tipo di manto molto antico e un tempo abbastanza diffuso. Ne abbiamo diverse testimonianze nell'iconografia storica e anche fotografiche più recenti, infatti diversi capostipiti della razza erano di questo colore oramai rarissimo.[senza fonte]
- L'argomento della chiusura dentaria del Cane Corso Italiano è ancora oggi al centro di discussioni molto animate tra le varie fazioni di appassionati della razza. Infatti le fazioni sostenitrici del tipo "tradizionale" sono nettamente contrarie ad una selezione volta alla ricerca del prognatismo, mentre nel Cane Corso da show è la principale caratteristica morfologica ricercata. Lo stesso Paolo Breber, scopritore e fautore del riconoscimento della razza, ha espresso a più riprese criticità verso tale indirizzo selettivo, in quanto il prognatismo è vera e propria patologia degenerativa, derivante da immissioni di sangue Boxer nella razza Cane Corso, a scopi puramente commerciali.
- Canna nasale rettilinea, senza rughe, tartufo non retratto rispetto alla faccia anteriore del muso, conseguente angolo di 90° tra l'asse del naso e quello della faccia anteriore del muso stessa, lieve curvatura della mandibola, quadratura del muso mediante parallelismo delle facce laterali dello stesso, lieve convergenza degli assi cranio muso ed occhi in posizione sub frontale e ben larghi nel cranio. Va da sé, una dentatura completa, con denti bianchi grandi ed incisivi inferiori e superiori impiantati in linea retta oltre ad una larghezza tra gli apici degli incisivi della mandibola non inferiore ai 4,5 cm.
- Occhi: Di media grandezza rispetto alla mole del cane, in posizione sub-frontale, ben distanziati tra loro. Rima palpebrale ovaleggiante, bulbi oculari leggermente affioranti palpebre aderenti con margini pigmentati di nero. Gli occhi non devono lasciare scorgere la sclera. Nittitante fortemente pigmentata. Iride quanto più possibile scura in relazione al colore del mantello. Sguardo intelligente e vigile.
- Orecchie: Di media grandezza in rapporto al volume della testa e alla mole del cane, ricoperte di pelo raso, di forma triangolare, con apice piuttosto appuntito e cartilagine spessa, inseriti alti, cioè molto al di sopra dell'arcata zigomatica, larghi alla base, pendenti, aderenti alle guance senza raggiungere la gola. Sporgenti alquanto all'esterno e lievemente rilevati nel loro punto di attacco, vengono portati semieretti quando il cane è attento.
- Collo: Profilo superiore - Leggermente convessilineo. Lunghezza - Circa 3,6/10 dell'altezza al garrese e cioè pari alla lunghezza totale della testa; forma: Di sezione ovale, forte, molto muscoloso, con distacco della nuca marcato. Il perimetro a metà lunghezza del collo è circa 8/10 dell'altezza al garrese. Armoniosamente fuso con garrese, spalle e petto il collo ha la sua direzione ideale a 45° rispetto al suolo e ad angolo pressoché retto con la spalla.
- Tronco: Compatto, robusto e muscolosissimo. La sua lunghezza supera l'altezza al garrese dell'11%, con una tolleranza di ± 1. Linea superiore - Regione dorsale rettilinea con lieve convessità lombare.
- Coda: Inserita piuttosto alta, grossa alla radice e relativamente affusolata alla punta. Solitamente viene amputata all'altezza della quarta vertebra. La pratica della mutilazione non è più legale e largamente discriminata. Alle gare cinofile si preferiscono sempre animali intatti
- Mantello: Corto ma non raso, a tessitura vitrea,  aderente, deve essere presente il sottopelo che si intensifica nella stagione invernale; al tatto risulta essere duro sul dorso, quasi ispido (detto anche pelo di vacca) che fornisce protezione dagli agenti atmosferici.
- Colori: Nero, grigio piombo, ardesia, grigio chiaro, fulvo chiaro, fulvo cervo, formentino (o frumentino o fromentino), fulvo scuro e tigrato (tigrature su fondo fulvo o grigio di varie gradazioni). Nei soggetti fulvi e tigrati è presente una maschera nera o grigia la cui estensione è limitata al muso e non deve superare la linea degli occhi. Ammessa una piccola chiazza bianca al petto, alla punta dei piedi e alla canna nasale.
- Una nota a parte per il manto di colore bianco o fromentino chiaro. Questo manto pur non ammesso dall'attuale standard di razza, può seppur raramente, presentarsi nelle cucciolate. Questa colorazione sembra fosse maggiormente frequente in passato, soprattutto in Sicilia, divenuta poi rara con l'evoluzione della razza e la sua standardizzazione, ad oggi è una caratteristica quasi scomparsa[7]
- Tartufo: Sulla stessa linea della canna nasale. Visto di profilo non deve sporgere sul margine verticale anteriore delle labbra ma trovarsi, con la sua faccia anteriore, sul medesimo piano verticale della faccia anteriore del muso, né avere la faccia anteriore inclinata all'indietro o essere rialzato rispetto al profilo della canna nasale (frequente negli ipertipi). Deve essere voluminoso, piuttosto piatto superiormente, con narici ampie, aperte e mobili. La pigmentazione è nera.

- Muso: Molto largo e profondo. La larghezza del muso deve pressoché eguagliare la sua lunghezza che raggiunge i 3,4/10 della lunghezza totale della testa. La sua profondità supera del 50% la lunghezza del muso. Il parallelismo delle facce laterali del muso e la ripienezza e larghezza del corpo della mandibola fanno sì che la faccia anteriore del muso sia quadrata e piatta. La canna nasale è rettilinea e piuttosto piatta. Il profilo inferiore-laterale del muso è dato dalle labbra superiori. La regione sottorbitale mostra un lievissimo cesello.
- Labbra: Piuttosto consistenti. Le labbra superiori, viste di fronte, determinano alla loro disgiunzione una "U" rovesciata e, viste di lato, si presentano moderatamente pendenti. Commessura moderatamente evidente e che rappresenta sempre il punto più basso del profilo laterale inferiore del muso. Il pigmento è nero.
- Guance: Regione masseterina piena ed evidente ma non ipertrofica.

### Difetti eliminatori
- Testa: Parallelismo evidente degli assi cranio-facciali, convergenza molto marcata, facce laterali del muso convergenti, prognatismo accentuato e deturpante.
- Tartufo: Depigmentazione parziale.
- Coda: Portata a candela o a anello.
- Statura: Al di sopra o al di sotto dei limiti indicati.
- Andatura: Ambio continuato.
- Testa: Divergenza degli assi cranio-facciali, enognatismo, canna nasale decisamente concava o montonina.
- Tartufo: Depigmentazione totale, la faccia anteriore inclinata all'indietro o essere rialzato rispetto al profilo della canna nasale (frequente negli ipertipi).
- Occhi: Depigmentazione moderata e bilaterale delle palpebre, gazzuoli, strabismo bilaterale.
- Organi sessuali: Criptorchidismo, monorchidismo, evidente deficienza di sviluppo di uno o di tutti e due i testicoli. I maschi devono avere due testicoli di aspetto normale e ben discesi nello scroto.
- Coda: Anurismo, brachiurismo, sia congeniti che artificiali.
- Pelo: Semi-lungo, raso, frangiato.
- Colori: Colori non previsti dallo standard, macchie bianche troppo estese.

## Carattere
Il cane corso, sin dalla sua origine, è un cane da guardia. La mole e la prestanza fisica lo hanno contraddistinto come eccezionale cane da lavoro e da guardiania. Il suo morso è tra i più potenti ed è nettamente più forte di quello del pastore tedesco.
In passato il cane corso era molto diffuso in tutto il territorio nazionale, negli ultimi decenni la sua diffusione maggiore si è circoscritta al Meridione (in particolare Puglia, Lucania e Sannio). Morfologicamente appartiene al gruppo molossoide e dal punto di vista funzionale ai cani da presa.
Il cane è stato utilizzato per la difesa personale e per il controllo del bestiame anche di grossa taglia. Una grossa mole, notevole coraggio, agilità e carattere indomito consentono al Cane Corso di ammansire bestiame bovino e suino in quelle particolari circostanze che l'uomo da solo non è in grado di affrontare, come nel caso di un animale imbizzarrito o di una madre che difende la propria prole.
Il Cane Corso si attacca molto al proprio padrone ed è molto sensibile al suo umore; è di indole dolce, pacata, leale e protettiva. Ama il contatto con il proprio padrone e ne ha molto bisogno. Può essere estremamente discreto e intelligente, riuscendo a cogliere tutto quello che succede intorno a sé. In molti casi il cane corso si è dimostrato particolarmente indicato per famiglie con bambini piccoli e/o altri animali. È un cane molto plasmabile ed assume il comportamento che il padrone gli insegna e richiede. Trattato come cane da compagnia resta affabile con tutti. Addestrato per compiti particolari (difesa personale, caccia al cinghiale, etc.) rivela estremo ardimento e potenza. Può essere ostile verso altri cani, solamente se sono di stessa grandezza e stesso sesso. Il suo rapporto migliore è con il sesso opposto.

## Adatto per
- Guardia
- Famiglia
- Internationale Prüfungs Ordnung (IPO)
- Lavoro con il bestiame come bovaro conduttore
- Caccia grossa (ove sia prevista per legge)
- Obedience
- Difesa

## Non adatto per
- Fly ball